# Olšovany
Olšovany est un village de Slovaquie situé dans la région de Košice.

## Histoire
Première mention écrite du village en 1272.
La localité fut annexée par la Hongrie après le premier arbitrage de Vienne le 2 novembre 1938. En 1938, on comptait 511 habitants dont 11 d’origines juives.Elle faisait partie du district de Füzér-Gönc (hongrois : Füzér-gönci járás). Le nom de la localité avant la Seconde Guerre mondiale était Oľšoviany. Durant la période 1938 -1945, le nom hongrois Ósva était d'usage. À la libération, la commune a été réintégrée dans la Tchécoslovaquie reconstituée.

## Démographie

### Évolution de la population
| Année:               | 1994. | 2004.    | 2014.    | 2024.    |
| -------------------- | ----- | -------- | -------- | -------- |
| Nombre de personnes: | 413   | 545      | 612      | 680      |
| Différence:          |       | +31,96 % | +12,29 % | +11,11 % |

| Année:               | 2023. | 2024.   |
| -------------------- | ----- | ------- |
| Nombre de personnes: | 681   | 680     |
| Différence:          |       | -0,14 % |